# Roque Chabás

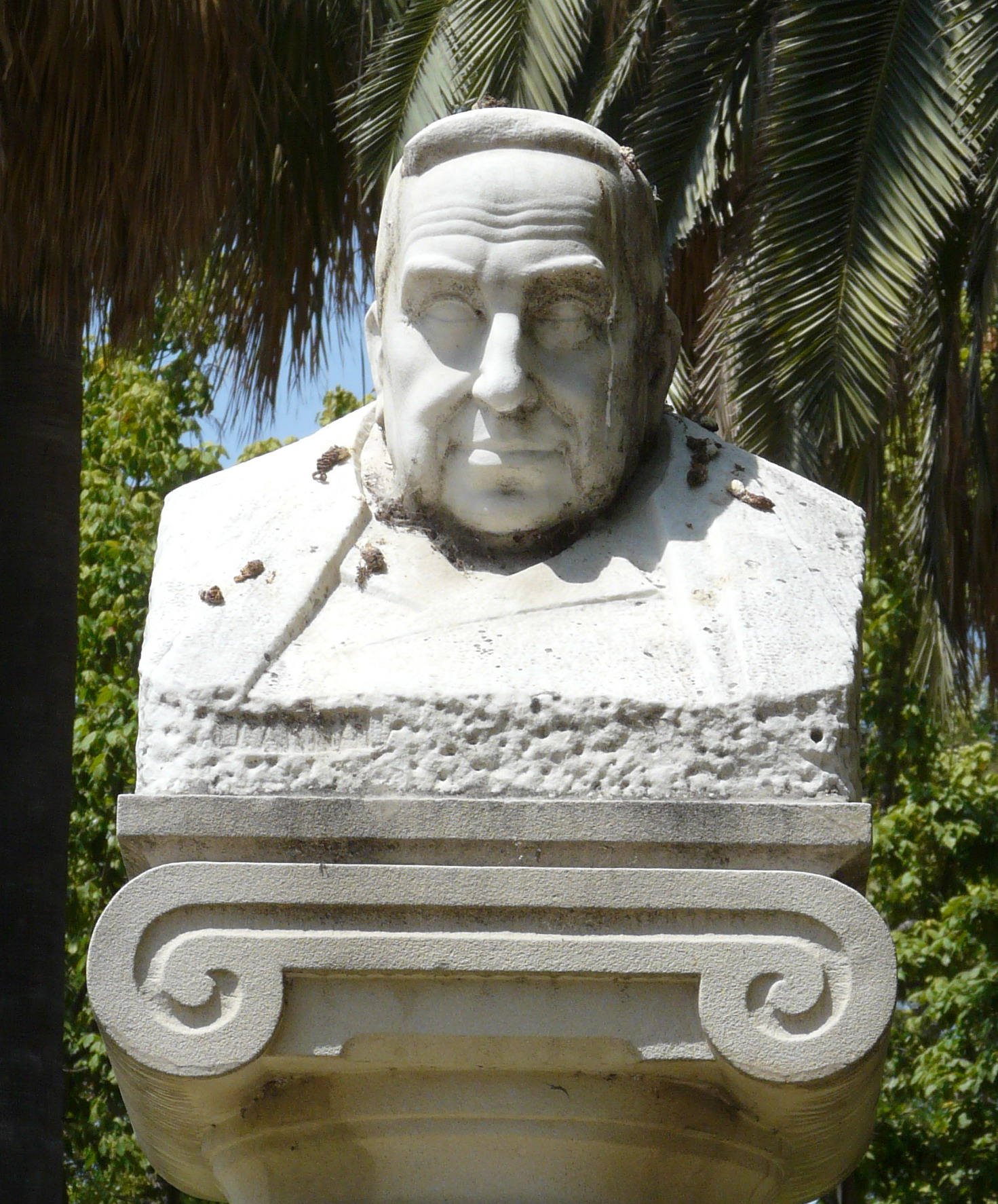
Escultura en honor de Roque Chabás en los jardines del Real de Valencia

Roque Chabás y Llorens (Denia, 8 de mayo de 1844 – Denia, 20 de abril de 1912) fue un canónigo, historiador y archivero de la Catedral de Valencia, miembro correspondiente de la Real Academia de Historia, director de distintas secciones de Lo Rat Penat y de la Escuela de Estudios Valencianos, considerado un referente de la intelectualidad católica de su época. Destacó por sus estudios históricos sobre temas relacionados con el Reino de Valencia.

## Sacerdote
Estudió en el seminario de Valencia y se graduó en Teología en 1865; en 1866 fue ordenado sacerdote. La revolución de 1868 propició un ambiente laico y a veces antirreligioso y anticlerical. Las juntas revolucionarias y el decreto de Romero Ortiz de octubre de ese año fueron decisivos en el ambiente anticlerical de finales del siglo XIX español. Las denuncias contra la violencia ejercida hacia eclesiásticos y bienes de la iglesia eran ignoradas por las autoridades.
En este ambiente, Roque Chabás perseveró en su vocación religiosa y se doctoró en Teología; su primer destino eclesiástico fue en Denia como coadjutor. Allí recopiló documentación para publicar su primer libro sobre la historia de Denia, Historia de la ciudad de Denia (1874-1876), donde estableció la cronología de los reyes musulmanes de su taifa, y creó la revista histórica El Archivo en 1888-1893. Pretendió canonjías en Alicante y Zaragoza, logrando al fin una en la catedral de Valencia (1891); allí se dedicó a ordenar y catalogar el archivo. Publicó además El sepulcro de Severina y Datos biográficos del venerable Pedro Esteve. Y en 1905 publicó una edición crítica de L'Espill de Jaume Roig que Marcelino Menéndez Pelayo elogió como «la publicación más importante que hasta hoy se ha hecho de un texto poético catalán». 

## Canónigo y Archivero de la Catedral de Santa María de Valencia
Estudió las obras de arte de la Catedral: arquitectura, escultura, pintura y altar mayor. Escribió sobre la historia de la Iglesia en Valencia tocando distintos aspectos, como la historia de la evangelización, la edición bilingüe en castellano y dialecto árabe valenciano de la Doctrina cristiana en lengua arábiga y castellana para instrucción de los moriscos del arzobispo Martín Pérez de Ayala, realizada en fotograbado, o la organización eclesiástica interna. Destacable es también su inacabado episcopologio de los obispos de Valencia.
Su trabajo de archivero le permitió profundizar en la historia de la ciudad y reino de Valencia destacando como gran investigador. Estudió y publicó sobre la fundación de Valencia, los inicios del cristianismo, los mozárabes valencianos (tema conflictivo para muchos), los orígenes de los regadíos y la distribución de las aguas en el siglo XIII, la donación de Gandía, los Fueros de Valencia. Al frente del Archivo Catedralicio de Valencia (1893-1911) ordenó seis mil legajos y ocho mil doscientospergaminos, y estudió catalogando cinco mil. En arqueología, los hallazgos del Sepulcro de Severina (1878), del Orante de Denia (1879), del tesoro ibérico de Jávea (1904) depositado en el Museo Arqueológico de Madrid gracias a la amistad de Chabás con el comisario de Bellas Artes Elías Tormo y de los restos (1908) del rey Jaime III de Mallorca en la Seo de Valencia, identificados científicamente por su sobrino el doctor en Medicina José Chabás Bordehore, culminaron todas sus expectativas.

## Lo Rat Penat y la RACV
Roque Chabás fue un gran promotor y activista cultural: organizó desde congresos sobre la Corona de Aragón a una tertulia en su domicilio considerada el embrión de la Real Academia de Cultura Valenciana / RACV, ya que en ella nació y se desarrolló su idea, siendo José Martínez Aloy quien a la muerte de Chabás la llevó a buen fin.
Lo Rat Penat fue su plataforma de difusión, y desde la asociación impulsó el desarrollo cultural, siendo miembro de la entidad toda su vida. Desde que Martínez Aloy se hizo cargo de la sección de historia siendo Cronista oficial de la Provincia de Valencia y Roque Chabás de la de Alicante, la colaboración entre ambos fue muy intensa. Además, el 22 de julio de 1889, Roque Chabás actuó como mantenedor de los Juegos Florales de la Ciudad y del Reino de Valencia celebrados en el Teatro Principal.
En 1901 asumió la sección de literatura de Lo Rat Penat. En su trabajo en esta sección destaca la conferencia impartida por el lingüista alemán Hadwiger sobre filología valenciana.
Fue director de las secciones, publicaciones, folclore, arqueología y, bajo la presidencia de Leopoldo Trénor (1908-1910) asumió la dirección de la Escuela de Estudios Valencianos. 
Fue un asiduo participante de las conocidas como excursiones culturales de las que habla Teodoro Llorente Falcó en Memorias de un setentón:

La mayoría de los expedicionarios era de gente de calidad: el barón de Alcalalí, don Vicente Calabuig, don Facundo Burriel (padre e hijo del mismo nombre), don Luis Cebrián, don Roque Chabás, don José Sanchis Sivera, don Francisco Martí Grajales, don José Bodria y otros. [...] El prestigio que había alcanzado en toda la región valenciana el Rat Penat y la respetabilidad de muchas de las personas que iban en estas excursiones, eran motivo más que suficiente para que en todas partes se les recibiese con los brazos abiertos y se les agasajase. Por otra parte, estas expediciones servían para ir inventariando todas las riquezas artísticas e históricas que se conservaban en los pueblos de la región, porque algunos de los que a ellas concurrían tomaban notas de lo que veían,...

## Libros
- Historia de la ciudad de Denia Denia, Imprenta Pedro Botella, 1874-1876, 2 vols.
- Bosquejo Histórico de Denia, Denia, 1874.
- El sepulcro de Severina. Mosaico de los tiempos primitivos de la Cristiandad, descubiertos en la ciudad de Denia, Valencia, 1880.
- Los mozárabes valencianos (1891)
- Índice y catálogo del Archivo Municipal de la ciudad de Alcira, 1889.
- La Fundación de Valencia y la introducción en ella del Cristianismo : resúmenes de las cinco conferencias dadas por el canónigo doctor D. Roque Chabás en la Institución para la Enseñanza de la Mujer y redactadas por las alumnas de dicho centro, 1897.
- Génesis del Derecho Foral Valenciano (1902)
- Iconografía de los Capiteles de la Puerta de la Almoina en la Catedral de Valencia, Valencia, 1899
- Arnaldo de Vilanova y sus yerros teológicos, Madrid, 1899
- “Arnaldo de Vilanova ¿valenciano?”, en Revista Valenciana de Ciencias Médicas, Valencia, 1901
- Ed. de Jaume Roig, Lahors de la Verge Maria, 1904.
- Spill o libre de les dones per Mestre Jacme Roig. Edición crítica con las variantes de todas las publicadas y las del ms. de la Vaticana. Prólogo, estudios y comentarios por Roque Chabás (1905).
- Ed. de Doctrina cristiana en lengua arábiga y castellana para instrucción de los moriscos del Ilustrísimo Sr. D. Martín Pérez de Ayala, Arzobispo de Valencia. Valencia: Imp. Hijos de F. Vives Mora, 1911, 2.º ed. Reproducción de la edición de: Valencia: en Casa de Ioan Mey, 1566.
- Estudio sobre los sermones valencianos de San Vicente Ferrer que se conservan manuscritos en la Biblioteca Metropolitana de Valencia, 1903.
- El Archivo Metropolitano de Valencia, 1903.
- Episcopologio Valentino, Valencia, Tipografía L’Avenç, 1909
- División de la Conquista de la España mora entre Aragón y Castilla, Barcelona, I Congreso de Historia de la Corona de Aragón, 1909.